# Raíz dental
Se llama raíz dental a una de las partes en que se divide el diente o pieza dental. Está formada por dentina, recubierta por el cemento dental y adherida al hueso alveolar por el ligamento periodontal, a diferencia de la corona dental o porción visible del diente que se encuentra recubierta por el esmalte. La región en que se une la corona y la raíz se denomina cuello dental.

## Descripción

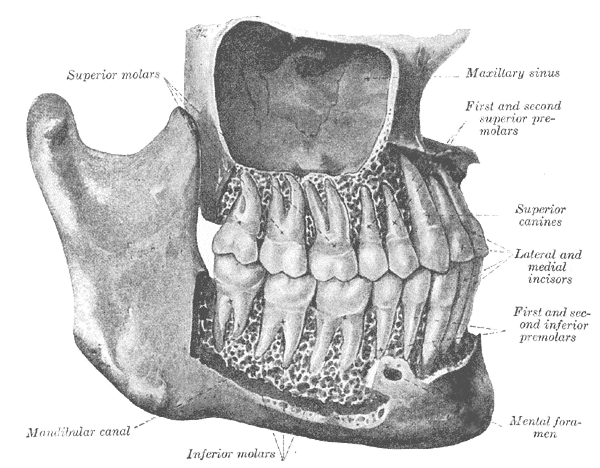
Situación de la raíz dental en el hueso alveolar

La raíz dental puede dividirse en tres sectores, el tercio cervical que se encuentra próximo al cuello dental y es la porción más cercana a la corona, el tercio medio y el tercio apical situado en el extremo, las lesiones que están próximas a la región apical se denominan periapicales, por ejemplo granuloma periapical. Dependiendo del número de ramas en que se divide la raíz, la pieza dental puede ser uniradicular si tiene una, biradicular si cuenta con dos y multiradicular si presenta más de dos. Los incisivos y caninos tienen una raíz, los molares inferiores dos y los molares superiores tres. En el extremo de la raíz se encuentra el agujero apical, por el que pasa la arteriola que aporta sangre al diente, la vénula correspondiente, los vasos linfáticos y el filete nervioso. Este conjunto forma un plexo que nutre y da sensibilidad a la región interna del diente o pulpa dental.